# The Marine 3: Homefront
The Marine 3: Homefront (titulada El marino 3: Regreso a casa en Hispanoamérica y Persecución extrema 3: Regreso a casa en España) es una película de acción de 2013 protagonizada por Mike Mizanin "The Miz" y dirigida por Scott Wiper. La película se estrenó en DVD y Blu-ray en Estados Unidos el 5 de marzo de 2013. Es la tercera película de la saga y una secuela de The Marine, protagonizada por John Cena, y The Marine 2, protagonizada por Ted DiBiase, Jr.

## Sucesos
Jake Carter, miembro de la Fuerza de Reconocimiento del Cuerpo de Marinos y del MARSOC, regresa a su pueblo natal rural, Bridgeton, cerca de Seattle, Washington. Se reúne con su mejor amigo Harkin, jefe de policía, y saluda a sus hermanas Lilly y Amanda, quienes le organizan una fiesta de bienvenida. Mientras tanto, en Seattle, un banco regional es asaltado por un sindicato liderado por Jonas Pope, quien obliga al gerente del banco a obedecer. Roban la mitad del dinero y queman el resto. El sindicato reside en un desguace a las afueras de la ciudad, con planes de venganza mediante una explosión en la ciudad. Mientras tanto, Jake habla con Amanda sobre su gestión de la casa, pero son interrumpidos por Lilly, que estaba a punto de irse con su novio, Darren, a un bar. Jake, a quien le desagrada Darren, los sigue y más tarde termina en una pelea con un campesino sureño. Lilly ve la escena y se va con Darren; Harkin, quien también presencia la pelea, llama a la policía y le da a Jake una multa de advertencia. Harkin le advierte que será arrestado si se mete en una pelea de nuevo. Momentos después, Amanda llega a recogerlo y le confiesa a Jake que está en una relación con Harkin. 
Al día siguiente, Lilly y Darren pasan por el mismo depósito de chatarra en el que habita el sindicato, y más tarde los dos presencian una conmoción entre Jonas Pope, Eckert el socio de Pope y un contrabandista. Pope se enfurece y dispara al contrabandista; luego ordena a sus secuaces que capturen a los testigos cuando oyen gritar a Lilly. Amanda, después de que Lilly la llamará por teléfono pidiendo ayuda, contacta a Jake sobre el secuestro de Lilly, y Jake se dirige al depósito de chatarra, donde se acerca sigilosamente a un secuaz que arroja el cuerpo del contrabandista. Jake lo apunta con una pistola, donde el secuaz revela que los secuestrados fueron llevados a un viejo ferry cerca del depósito de chatarra. Cuando llega otro secuaz, Jake los supera físicamente después de que intenten matarlo. Jake luego ataca a otro supuesto secuaz, que se revela como un agente del FBI antes de que el agente especial Wells venga en su ayuda. Jake, acompañado por Harkin, es llevado al FBI y les informan que el sindicato esta planeando bombardear un edificio de la ciudad. Jake es restringido por Wells cuando planea rescatar a los jóvenes él solo; en su lugar ordena a un equipo del SWAT que asalte el desguace. Mientras tanto, Lilly y Darren, reciben ayuda de un secuaz que en realidad es un agente del FBI encubierto. Este los lleva a una habitación y les dice que la cierren hasta que regrese. El equipo del SWAT asalta la base, pero el sindicato logra superarlos. Al fallar el plan Jake protesta contra Wells, pero Harkin lo detiene y lo lleva al desguace permitiéndole luchar contra el sindicato. Jake encubierto asesina a los secuaces uno por uno, en ese momento el agente encubierto del FBI es descubierto y asesinado. Lilly y Darren tratan de escapar, sin embargo Lilly es tomada cautiva de nuevo. 
Wells recibe una llamada de Pope diciéndole que quiere un vehículo policial para cumplir su misión; si no, Lilly morirá en 20 minutos. Cuando llega la patrulla, Eckert, mata al conductor y se pone su uniforme. Jake se encuentra con Darren y lleva a Jake a la ubicación de Lilly. Jake intenta rescatar a Lilly, pero es detenido por Jackson, el aliado de Pope. Pope y Eckert se alejan con Lilly en la patrulla, le advierten a Wells que él y Eckert deben ir solos, o Lilly morira. Wells lo ignora y ordena al FBI emboscarlos cuando entren a la ciudad. Mientras tanto, Jackson busca a Jake, pero es asesinado por Darren. Después de analizar el mapa de Pope, Jake toma una motocicleta para salvar la ciudad. Cuando Pope y Eckert llegan a la ciudad, sufren la emboscada del FBI. Pope, opta por activar la bomba y se inicia un tiroteo donde Eckert es asesinado por un agente mientras Pope intenta escapar con Lilly pero Harkin y Jake lo acorralan y lo asesinan, Lilly revela que la patrulla es una bomba, Jake corre a alejar la patrulla a un lugar despoblado. Después de la explosión Jake se reencuentra con Harkin, Darren, Lilly y Amanda en el lugar de la explosión.

## Reparto
- Mike Mizanin "The Miz" como el sargento Jake Carter
- Neal McDonough como Jonas Pope
- Michael Eklund como Eckert, el cómplice de Jonas
- Ashley Bell como Lilly Carter, la hermana secuestrada de Jake
- Camille Sullivan como Amanda Carter, la hermana federal de Jake.
- Jared Keeso como Harkin, jefe de policía local y amigo de Jake.
- Jeff C. Ballard como Darren Carlyle, el novio de Lily
- Steve Bacic como el agente Wells
- Ben Cotton como Galen Jackson, líder de un pequeño grupo de milicia de Billings, Montana.
- Darren Shahlavi como Cazel, el cómplice de Jonas
- Aleks Paunovic como Gabriel
- Nicola Anderson como el agente Thompson
- Sean Tyson como el agente encubierto del FBI

## Producción
The Marine 3: Homefront es secuela de The Marine, protagonizada por John Cena, y The Marine 2, protagonizada por Ted DiBiase, Jr. El 25 de febrero de 2012, WWE Studios anunció un acuerdo de distribución de tres películas con 20th Century Fox Home Entertainment, y The Marine 3: Homefront fue la primera de ese acuerdo. 20th Century Fox se encargó de la distribución global de la película en DVD, VOD y plataformas en Internet. WWE Studios también aprovechó la presencia de WWE en televisión e internet para promocionar y comercializar la película.
La película originalmente eligió a Bob Holly para el papel de Jake Carter, pero debido a una lesión en el cuello, el papel pasó a Randy Orton. Orton luego tuiteó para confirmarlo. Orton un exmarino ya había sido elegido para el papel principal de The Marine 2 (2009), pero después de lesionarse la clavícula, fue reemplazado por Ted DiBiase, Jr. El 3 de abril de 2012, se informó que Randy Orton abandonó el papel debido a su baja por mala conducta en la Infantería de Marina a fines de la década de 1990. Orton se ausentó dos veces sin permiso y desobedeció una orden de un oficial al mando. La antigua unidad de la Infantería de Marina de Orton mostró indignación pública por el hecho de que Randy fuera elegido para la película debido a su historial. Orton luego protagonizó la película de WWE Studios The Condemned 2: Desert Prey.
El 30 de abril de 2012, se anunció que Mike Mizanin reemplazaría a Orton como protagonista de la película. El 11 de junio de 2012, se anunció la incorporación de Ashley Bell y Neal McDonough al reparto. Scott Wiper estaba en conversaciones para dirigir la película y escribir el guion. El rodaje comenzó en junio de 2012 y se rodó en Vancouver y Maple Ridge, Columbia Británica.

## Recepción
The Marine 3: Homefront recibió críticas mixtas. Una reseña de Pro Wrestling Torch.com decía: "Aunque El Marino 3 no es una buena película y Miz no está bien elegido para el papel principal, demostró tener talento como actor y definitivamente podría desempeñar un papel secundario en futuros estrenos sin desentonar. Desafortunadamente, al igual que su papel actual en la WWE, Miz está fuera de su elemento en El Marino 3".
Otra reseña de The Action Elite.com afirma: «The Miz es una estrella de acción realmente buena y entretenida. Estoy sorprendido e impresionado con su actuación. La acción está más arraigada en la realidad que en la original. Las peleas son brutales y divertidas. Si necesitas un cambio de ritmo, sin duda disfrutarás de El Marino 3. Es una película de acción trepidante que te emocionará». 